# Discococcus caricis
Discococcus caricis är en insektsart som beskrevs av Ferris 1953. Discococcus caricis ingår i släktet Discococcus och familjen ullsköldlöss. Inga underarter finns listade i Catalogue of Life.